# Dasia vittata
Dasia vittata (борнейська дасія) — вид сцинкоподібних ящірок родини сцинкових (Scincidae). Ендемік Калімантану.

## Поширення і екологія
Борнейські дасії широко поширені на острові Калімантан, на території Індонезії, Брунею та малазійських штатів Сабах і Саравак.Вони живуть у вологих тропічних лісах, на висоті до 1200 м над рівнем моря. Ведуть деревний спосіб життя. Відкладають яйця.